# Народне амбасаде Белорусије
Народне амбасаде Белорусије je пројекат белоруске дијаспоре, створен због непризнавањем званичних резултата председничких избора 2020. године . 10. децембра 2020. отворене су канцеларије у 14 земаља: укључујући Бразил, Велику Британију, Немачку, Ирску, Шпанију, Литванију, Португалију, Словенију, Украјину, Финску, Француску, Чешку, Црну гору, Шведску и Јужну Кореју и народне конзулате у Каталонији и Шкотској .

## Опис
Народне амбасаде су створене да би заштитиле права белоруских грађана у иностранству, као и да би заступале интересе демократске Белорусије. Одлуку о оснивању Народне амбасаде доносе представници белоруске дијаспоре на основу резолуције Светског конгреса Белоруса, а подржавају је национални лидер Светлана Тихановскаја и Народна антикризна управа. 31. октобра – 1. новембра 2020. године одржан је Светски конгрес Белоруса у формату видеоконференције, на којој је донета одлука о стварању народних амбасада и заједница на основу белоруске дијаспоре у иностранству .

## Функције народних амбасада
Народне амбасаде обављају следеће функције:
1. Информисање јавности о ситуацији у Белорусији.
2. Успостављање и одржавање контаката са владиним агенцијама, јавним удружењима, синдикатима, пословним, научним и културним круговима у иностранству.
3. Заштита права и интереса Белоруса, помоћ онима који су принуђени да напусте земљу.

## Циљеви и задаци
- Заступање демократске Белорусије у иностранству, обезбеђивање њених интереса.
- Информисање државних органа и јавности о ситуацији у Белорусији
- Успостављање и одржавање контаката са владиним агенцијама, јавним удружењима, синдикатима, пословним, научним и културним круговима, пријем и пренос информација властима и организацијама.
- Помоћ суграђанима принуђеним да напусте Белорусију (адаптација у земљи која долази, информације о фондовима помоћи, хитна материјална подршка).

## Везе
- Званични сајт Архивирано на веб-сајту  (22. мај 2021)